# Sör-Stenbittjärnen
Sör-Stenbittjärnen är en sjö i Timrå kommun i Medelpad och ingår i Indalsälvens huvudavrinningsområde. Sjön är 6,3 meter djup, har en yta på 0,014 kvadratkilometer och befinner sig 280 meter över havet.